# Familia Lykov
La familia Lykov (en ruso: Лыков) fue una familia rusa de viejos creyentes. La familia, de seis miembros, es conocida por haber pasado 42 años en completo aislamiento de la sociedad humana en una zona deshabitada de la cordillera de Abakán, en el Distrito de Tashtypsky, República de Jakasia, Siberia meridional. Desde 1988, solo una hija, Agafia, sigue viviendo allí.

## Miembros
Padres:
- Karp Osipovich Lykov (c. 1901[2] – 16 de febrero de 1988) (del ruso: Карп Лыков)
- Akulina Lykova (? – 16 de febrero de 1961)

Hijos:
- Savin (c. 1927[1][2] – 1981)
- Natalia (c. 1934[1][2] – 1981)
- Dimitri (1940[1] – 1981)
- Agafia (nacida en 1943)[1]

## Historia
En 1936, la fe de los viejos creyentes se veía amenazada. El hermano de Karp Lykov fue asesinado por una patrulla comunista, por lo que Karp y Akulina Lykov, junto con sus hijos Savin y Natalia, dejaron su localidad de residencia, Lykovo (óblast de Tiumén), rumbo al este. Dos hijos más, Dimitri y Agafia, nacerían durante el aislamiento. Terminaron asentándose en la taiga, cercanos al río Yerinat (en la cuenca del río Abakán), a 250 km del asentamiento humano más próximo. En 1978 fueron descubiertos por un piloto de helicóptero, quien llevaba a un grupo de geólogos a la región. Estos contactaron con la familia, pero los Lykov decidieron permanecer en el lugar.
Akulina murió de hambre en 1961.
Tres de los hijos murieron en 1981. Karp murió en 1988. Agafia Lykova sobrevivió y continuó viviendo en aquel lugar aislado hasta el 16 de enero de 2016, cuando fue aerotransportada a un hospital en Tastagol, óblast de Kémerovo. El traslado se debió a un deterioro de los cartílagos de sus extremidades inferiores.

## Publicaciones
La historia de la familia Lykov fue recogida por el periodista Vasili Peskov en su libro Perdidos en la taiga (la edición española se titula Los viejos creyentes (Barcelona, Impedimenta, 2020). Peskov había escrito una serie de reportajes sobre la familia en el periódico Komsomólskaya Pravda en 1982. El libro fue un éxito de ventas en Francia y el director Jean Jacques Annaud adquirió los derechos para producir una película.